# Liste der Monuments historiques in Générac (Gironde)
Die Liste der Monuments historiques in Générac (Gironde) führt die Monuments historiques in der französischen Gemeinde Générac auf.

## Liste der Bauwerke
| Bezeichnung          | Beschreibung              | Standort | Kennzeichnung | Schutzstatus | Datum | Bild |
| -------------------- | ------------------------- | -------- | ------------- | ------------ | ----- | ---- |
| Maison forte du Prat | Erbaut im 16. Jahrhundert | (Lage)   | PA33000059    | Inscrit      | 2002  |      |

## Liste der Objekte
| Bezeichnung | Beschreibung          | Standort                      | Kennzeichnung | Schutzstatus | Datum | Bild |
| ----------- | --------------------- | ----------------------------- | ------------- | ------------ | ----- | ---- |
| Glocke      | Bronze, 1519 gegossen | in der Kirche St-Genès (Lage) | PM33000520    | Classé       | 1903  |      |